# 야스마루 요시오
야스마루 요시오(安丸良夫, 1934년 6월 2일 ~ 2016년 4월 4일)는 일본의 역사학자이다.

## 저작
- 《日本의近代化와民衆思想》 (1974년) ISBN 4-582-76306-5
- 《데구치 나오(ja:出口なお)》 (1987년) ISBN 4-02-259429-2
- 《神々의明治維新》 (1977년) ISBN 4-00-420103-9
- 《近代天皇像의形成》 (1992년) ISBN 4-00-026667-5
- 《방법으로서의 사상사》 (1996년) ISBN 4-7517-2600-5
- 《현대일본사상론》現代日本思想論 (2004년) ISBN 4-00-022738-6
- 《근대 천황상의 형성》 (2008년) ISBN 978-89-90618-88-7